# Red Five Point Star
Red Five Point Star (aussi abrégé RFPS) est un groupe slovène de ska rock, originaire de Trbovlje.

## Histoire
Le groupe est formé en 1998 par les cousins Uroš et Jernej Grahek, et commence comme un trio de punk rock, mais ils ont rapidement commencé à introduire des éléments de ska, de surf rock et d'autres genres dans leur musique et sont devenus un sextet. Ils décrivent leur style comme du « dirty ska ».
Après plusieurs années de concerts en clubs et festivals et de participation à des compilations, ils sortent leur premier album In Color en 2005 et étendent leurs activités à l'étranger (Allemagne, France, Italie, pays des Balkans). Au cours de ces années, ils se sont produits en première partie de divers groupes de ska de renommée mondiale, tels que The Toasters, Fishbone, etc. En 2007, ils sortent leur deuxième album, Stepping Out, et début 2009, ils partent en tournée d'un mois en Afrique du Sud.
Le groupe a attiré l'attention du leader du groupe américain The Toasters, Robert « Bucket » Hingley, qui dirige le label Megalith Records, et de retour d'Afrique du Sud, RFPS l'invite à faire une tournée en Europe avec The Toasters. En 2011, leur album Worst Case Scenario sort chez Megalith Records, suivi d'une tournée de concerts pour le 30e anniversaire de The Toasters dans l'est des États-Unis. À la fin de cette année-là, ils reçoivent le prix Golden Zidak pour le saut le plus élevé du classement.

## Discographie
- 2005 : In Color
- 2007 : Stepping Out
- 2010 : Live at Trnfest
- 2011 : Worst Case Scenario